# Avant-lès-Marcilly

Avant-lès-Marcilly este o comună în departamentul Aube din nord-estul Franței. În 1 ianuarie 2022 avea o populație de 513 de locuitori.